# Библиотека Лауренциана
Библиотека на Медичите Лауренциана (накратко Лауренциана, на латински: Biblioteca Medicea Laurenziana) е знаменита със своите манускрипти държавна библиотека на Италия, намираща се във Флоренция.
Библиотеката се създава по времето на управлението на Медичите. Името си получава в чест на Лоренцо I де Медичи, значително обогатил фонда на библиотеката на своя дядо Козимо де Медичи Стари.
Фондовете на Библиотека Лауренциана съдържат около 150 000 книги, сред които се намират инкунабули от XV век и издания от XIV век, а също и около 11 000 ръкописа и 2500 папируса.